# Non-conformistes des années 1930
 (novembre 2011).
L'historiographie française contemporaine désigne sous le nom de « non-conformistes des années 1930 », en se référant à l'ouvrage éponyme de Jean-Louis Loubet del Bayle, une nébuleuse de groupes et de revues d'inspiration  « personnaliste », apparue entre 1930 et 1934 et animée par de jeunes intellectuels français qui avaient la volonté de situer leur  « engagement » en marge des mouvements d'idées établis.

## L'avant-guerre
On pouvait y distinguer trois courants[réf. souhaitée] :
- La revue Esprit qui se constitue à partir de 1931 autour d'Emmanuel Mounier, et auquel on tend parfois aujourd'hui à réduire le personnalisme des années 1930.
- L'Ordre nouveau créé sous l'impulsion organisatrice d'Alexandre Marc à partir d'une base théorique fondée particulièrement sur la réflexion de Robert Aron et d'Arnaud Dandieu, l'œuvre de ce dernier étant brutalement interrompue par la mort en 1933.
- Ce que Emmanuel Mounier appellera la « Jeune Droite » rassemblera de jeunes intellectuels plus ou moins dissidents de l'Action française, Jean de Fabrègues, Jean-Pierre Maxence, Thierry Maulnier, autour de revues comme Les Cahiers, Réaction pour l'ordre, La Revue française, La Revue du Siècle.

Face à ce qu'ils percevaient comme une « crise de civilisation », ces jeunes intellectuels présentaient, malgré certaines divergences, un « front commun », en rupture avec le « désordre établi » que leur semblaient représenter les institutions capitalistes et parlementaires d'une société libérale et individualiste, dont les fondements institutionnels leur paraissaient aussi fragiles et « inhumains » que les fondements culturels en proie à un matérialisme et un nihilisme destructeurs.
Refusant parallèlement les tentatives « étatistes » de réponse « totale » du communisme ou du fascisme, ils avaient l'ambition, pour remédier à cette « crise de l'homme au XXe siècle », de susciter une « révolution spirituelle », transformant simultanément les choses et les hommes, qui devait trouver son inspiration philosophique dans une conception « personnaliste » de l'homme et de ses rapports avec la nature et la société, et se traduire par la construction d'un « ordre nouveau », au-delà de l'individualisme et du collectivisme, orienté vers une organisation  « fédéraliste », « personnaliste et communautaire » des rapports sociaux.
Après la crise du 6 février 1934, face aux événements, les itinéraires de ces intellectuels divergeront. Pourtant leur influence ultérieure n'a pas été négligeable, même si elle s'est manifestée de manière quelque peu diffuse. Sur la lancée des débats intellectuels de l'avant guerre, certaines des expériences « communautaires » du régime de Vichy (politique de la jeunesse, Jeune France, Uriage) ; de la même manière, certains programmes de la Résistance (Combat, Défense de la France, l'OCM) ne seront pas sans voir reparaître les hommes et les idées des années 1930.
Il y a lieu, toutefois, de ne pas confondre les courants d'inspiration libertaire, pour qui la communauté doit être participative et autogérée, des courants d'inspiration conservatrice qui estiment au contraire que l'autorité ne doit pas être diluée dans une participation excessive ; pour les seconds la communauté permet de donner une place à chacun, mais pas de discuter les règles, qui sont tirées de la nature humaine et / ou de la religion, comme le suggérait Charles Maurras. De même, ce n'est pas parce que Vichy a créé les retraites par répartition que le dispositif est d'essence fasciste. L'œuvre sociale de Vichy était guidée par un grand souci de l'autorité et de la hiérarchie, ce qui est à l'opposé des idées libertaires.

## Héritage
Après la guerre, nombre de ces non-conformistes deviendront des militants des mouvements fédéralistes européens (Robert Aron, Robert Buron, Daniel-Rops, Jean de Fabrègues, Alexandre Marc, Thierry Maulnier, Denis de Rougemont). La revue Esprit, tout en prenant ses distances avec une partie de son héritage, contribuera aux débats de la IVe et de la Ve République sur l'avènement d'une « nouvelle gauche » et ne sera pas sans influence sur ce que dans les années 1980 on appellera la « deuxième gauche ».
Après 1968, certains courants écologistes se rattacheront à cet « esprit des années 1930 » : Denis de Rougemont ou Jacques Ellul. Cette influence s'est aussi exercée sur le courant de la démocratie chrétienne et sur ses prolongements. Au-delà des frontières de la France, le personnalisme des années 1930 trouvera aussi une audience, par exemple au Québec dans les années 1930-1970 ou parmi les milieux de dissidents de l'Europe de l'Est, tandis qu'il ne sera pas étranger à l'évolution de la réflexion des milieux catholiques durant la seconde moitié du XXe siècle.

## Débats sur les non-conformistes
Les orientations intellectuelles et politiques des non-conformistes des années 1930 et leurs engagements ultérieurs ont fait l'objet d'interprétations diverses et controversées.
Certains, comme Zeev Sternhell, y ont vu notamment une forme particulièrement sophistiquée de « fascisme français ». Cette thèse, qui a bénéficié d'une certaine audience médiatique[précision nécessaire], a été discutée, notamment par Michel Winock, en soulignant qu'elle repose sur une reconstruction conceptuelle de la définition du « fascisme » - négligeant certaines caractéristiques communément admises (comme l'étatisme ou le nationalisme) et en incluant d'autres jusque-là non prises en compte (comme l'anti-matérialisme) - ce concept ainsi reconstruit étant ensuite, pour les besoins de la démonstration, appliqué à un montage de textes souvent détachés de leur contexte logique et chronologique[non neutre]. On peut en effet se demander ce que les groupes à tendance libertaire ont de commun avec d'autres plus conservateurs, qui n'en sont pas fascistes non plus pour autant. Des analyses trop superficielles[non neutre]peuvent identifier la « quête de sens » (anti-matérialiste) avec l'apologie de la religion catholique comme ciment de la société ; ne pas voir que le rapport à l’État et au pouvoir est profondément différent[précision nécessaire]. Le terme « non-conformiste » a donc peut-être généré plus d'obscurité que d'explications.
Par ailleurs, d'autres chercheurs[Qui ?] ont parfois étendu ce terme aux groupes et aux revues qui continueront à surgir jusqu'en 1939 en marge des partis établis, mais avec des identités plus floues et en présentant des caractéristiques plus hétérogènes que ceux évoqués précédemment.